# Øresundsbron Cup
Øresundsbron Cup var en årlig planerad match [källa behövs] mellan FC Köpenhamn och Malmö FF. 
 Cupen blev dock inte långvarig, det blev endast en enda match i denna cup mellan lagen. Vilken Malmö FF stod som segrare i, efter två mål av Afonso Alves. Man tog då hem prispengarna på 50 000 DKK.
Namnet "Øresundsbron Cup" kommer av att bägge klubbar ligger i städer där Øresundsbron ansluter till respektive land. Tanken var nog att man efter hand skulle bjuda in fler klubbar från bägge sidor av bron till cupen.

## Resultat
| ØBC 5 mars 2004 | FC Köpenhamn | 1 – 2 | Malmö FF            | Köpenhamn, Danmark          |  |  |
| 16:30           | Santos 37′   |       | 16′ Alves 59′ Alves | Arena: Parken Publik: 6320. |  |  |
|                 |              |       |                     |                             |  |  |